# Peps
PEPS je CAD/CAM, tedy nástroj pro počítačem řízené obrábění kovů, obrábění dřeva, elektrojiskrové obrábění, výrobu ozubených kol a další… A zároveň je to strojírensky zaměřený CAD systém – počítačem podporované kreslení.

## O programu
PEPS je objektově orientovaný CAD/CAM systém pro externí programování obráběcích strojů. Slouží k přípravě programů pro obrábění na NC a CNC obráběcích strojích. Pracuje v prostředí Windows 7, Windows 8 a Windows 10. Program je dostupný v různých jazykových lokalizacích (včetně češtiny).

## Historie
Camtek GmbH v městečku Weinstadt u Stuttgartu byl založen v roce 1993 jako distributor systému PEPS CAD/CAM. Od samého počátku Camtek nejen distribuoval systém, ale také rozvíjel jeho moduly, doplňkové funkce, speciální úpravy a inteligentní postprocesory.
V roce 2009 Camtek GmbH získává práva k zdrojovému kódu CAD/CAM systému PEPS. Toto jim umožnilo jej dále rozvíjet samostatně.

## Současnost
Současná verze 8.1 pro MS Windows přišla na trh v roku 2016.